# Zwei in einem Stiefel
Zwei in einem Stiefel (Il federale) ist eine italienische Kriegskomödie, die 1961 gedreht wurde. Diese Commedia all’italiana ist auch unter dem Alternativtitel Die Helden machen Überstunden bekannt. Sie fand in Italien großen Publikumszuspruch und erzielte Einnahmen von 310 Millionen Lire. Damit belegte sie unter den inländischen Produktion im Jahr ihres Erscheinens den siebten Rang.

## Handlung
1944 sind weite Teile Italiens einschließlich Roms noch von der Wehrmacht beherrscht. Professor Bonafè, ein kluger christlicher Humanist, ist als Mitglied der künftigen demokratischen Regierung vorgesehen, befindet sich aber noch im Machtbereich der Faschisten. Primo ist ein überzeugter Faschist, wegen seiner Beschränktheit aber untere Charge geblieben. Als er eine Aktion zur Verhaftung Bonafés anführt, lässt er sich vom Professor übertölpeln, und dieser entkommt in die Abruzzen. Er erhält den Auftrag, den Gesuchten nach Rom zurückzuführen; bei Gelingen winkt ihm die Beförderung zum Provinzsekretär (federale). Leicht findet er Bonafè an seinem abbruzzischen Wohnsitz. Die ungleichen Reisegefährten machen sich auf den langen Weg nach Rom.
Ihre abenteuerliche Reise führt sie durch umkämpftes Gebiet. Sie werden von der Wehrmacht gefangen genommen und fliehen gemeinsam, werden von Partisanen beschossen und von amerikanischen Flugzeugen bombardiert. Wiederholt kreuzt die junge Diebin Lisa ihren Weg. Ihrem Zutun verdankt Primo, dass er den weiteren Weg in Unterwäsche antreten muss. Die Schwierigkeiten schweißen sie zusammen. Je länger je mehr ist Primo von der Bildung und Kultur des Professors beeindruckt, hält aber eisern an seinen auswendig gepaukten faschistischen Idealen fest. Sie machen einen Zwischenhalt bei Primos ehemaligem Ausbilder, der gemäß seiner Familie in Albanien gefallen ist. Tatsächlich versteckt er sich auf dem Dachboden und wartet das Kriegsende ab. Primo aber nimmt den anstehenden Zeitenwechsel nicht wahr. Kurz vor Rom begegnen Primo und Bonafè noch einmal Lisa, die auf ihrer Fuhrkarre unter anderem Diebesgut die Uniform eines Provinzsekretärs hat, die Primo anzieht. Stolz marschiert er in Rom ein, auf dessen Straßen mittlerweile amerikanische Soldaten und linke Partisanen das Sagen haben. Die rachedurstigen Partisanen verprügeln ihn und wollen ihn erschießen, wovor ihn Bonafè rettet. Er überlässt ihm zivile Kleidung mit den Worten: „Du bist jetzt frei, auch wenn du es nicht sein willst!“

## Zeitgenössische Kritiken
Der katholische film-dienst stellte 1963 fest: „In einer Zeit, die Kirche und Papst Versagen gegenüber dem Totalitarismus vorwirft, kommt zudem einem Film, dessen Herstellern vermutlich nicht übertriebene Liebe zur Kirche nachgesagt werden kann, besondere Bedeutung zu, der in seinem Anfang, wenn auch italienisch-turbulent, zeigt, daß kirchliche Anstalten und Klöster ganz selbstverständlich Zufluchtstätten für politisch Verfolgte waren.“ Die Kritik lobte die beiden Hauptdarsteller. Der Film biete nicht nur einiges zum Lachen, er bringe auch „geschickt verpackt hier ein[en] ernste[n] Inhalt an den Mann“. Zu diesem Inhalt meinte die Rezension, „(…) wenn es auch, glücklicherweise übrigens, zu keiner wortreich vorgetragenen politischen Bekehrung kommt, so bleibt doch begründete Hoffnung, daß auch Primo Arcovazzi in Zukunft von seinem bislang verschütteten Denkvermögen Gebrauch machen wird.“
„Eine Satire auf den Faschismus, eine Komödie über den Krieg und doch ein passabler Film“ leitete die linke Filmkritik ein. Salce verstehe es, aus den Handlungsereignissen Sinn abzuleiten. „Das Ganze geht nicht ohne ein paar zu plumpe Kalauer, nicht ohne Stilbrüche und auch nicht ohne Peinlichkeiten ab. Das kommt, weil Salce sich so sehr fürchtet, selber mißverstanden zu werden, das kommt, weil er zu bedenkenlos ist in der Wahl seiner Mittel (…) Aber die hübschen Einfälle überwiegen.“ Die Rezension schloss mit der Bemerkung: „Der Spaß hört zwar nicht erst bei Treblinka und Auschwitz auf; es ist Salce auch keine Groteske gelungen, weil in seiner Mischung aus Grausen und Komik die Komik zu sehr überwiegt, aber sein Versuch, die Sache mit Witz zu vernichten, ist aller Ehren wert.“ Der italienische Filmkritiker Goffredo Fofi meinte: „Der Film hätte interessant werden können. Seinen riesigen Erfolg selbst in den reaktionärsten und faschistischsten Kreisen hat er aber seiner zweideutigen Moral zu verdanken.“
Später erschienene Nachschlagewerke hoben die Qualitäten des Werks hervor. Vermilye (1994) urteilte, Salce habe seine Leistung bei Zwei in einem Stiefel danach nie wieder erreicht. Großartig gespielt, fand der Film in den Vereinigten Staaten mangels damals bekannter Darsteller oder gut verkäuflicher Sexszene fast keine Beachtung. Nash, Ross (1986) nannten den Film „ein intelligentes komödiantisches Drama mit einigen lustigen Szenen und gutem Spiel von Tognazzi und Wilson.“